# عشق مورفی
عشق مورفی (به انگلیسی: Murphy's Romance) فیلمی کمدی رمانتیک محصول سال ۱۹۸۵ میلادی به کارگردانی مارتین ریت با بازی سالی فیلد است.